# Tábor-hegyi-barlang
A Tábor-hegyi-barlang a Budai-hegység dolomitban kialakult második leghosszabb barlangja. 2011-ig a leghosszabb volt, amíg meg nem találták a Királylaki-barlangot. Magyarország megkülönböztetetten védett barlangjai között van. Régészeti szempontból jelentős barlang.

## Leírás
A Duna–Ipoly Nemzeti Parkban, Budapest III. kerületében, erdőben, a Tábor-hegy meredek, sziklás, keleti oldalában, 311 méter tengerszint feletti magasságban nyílik. A vasráccsal ellátott bejárata előtt kilátóteraszt alakítottak ki, ahonnan jól lehet látni Óbudát.
Az Erdőalja útnál kezdődő, zöld Ω, azaz zöld barlang jelzésű turistaúton közelíthető meg a legkönnyebben. Ide a 137-es busszal lehet utazni. Az Erdőalja út 43. nevű megállónál kell leszállni. A megállótól kicsit vissza kell sétálni és itt látható az első jelzés. A jelzést követve lehet eljutni a barlangig. A másik lehetőség, hogy a Hármashatárhegyi útról, amelyen halad az Országos Kéktúra kék sáv jelzése, le kell térni a Fenyőgyöngye Vendéglő felől haladva a jobb oldalon lévő, zöld kereszt jelzésű útra, amelynek a neve Fekete salak út. A zöld kereszt jelzésű turistaútról ágazik le a zöld Ω jelzésű ösvény, amelyen szintén meg lehet közelíteni. A turistatérképek jelzik a bejáratát.
Tűzköves triász dolomitban található ferde tektonikus sík mentén alakult ki. Schreier Ferenc szerint úgy, hogy a dolomit a tektonikus törések találkozásánál annyira összemorzsolódott, hogy a leszivárgó vizek korrodáló hatására a repedések sziklaüreggé tágultak.
Bejárásához a Duna–Ipoly Nemzeti Park Igazgatóság engedélye szükséges. Bejáratának környéke elhanyagolt és szemetes, mert közel fekszik a lakott területhez és könnyen megközelíthető.
Előfordul a barlang az irodalmában Farkastoroki-barlang (Kordos 1984), Farkastoroki barlang (Páli 1954), Hármashatárhegyi-barlang (Kordos 1984), Hármashatárhegyi barlang (Bertalan 1976), Óbudai-barlang (Kordos 1984), Óbudai barlang (Kadić 1924), Táborhegyi-barlang (Pápa 1956), Táborhegyi barlang (Kadić 1921), Táborhegyi-sziklafülke (Láng 1958), Tábor-hegyi-sziklaüreg (Bertalan, Schőnviszky 1973–1974), Táborhegyi sziklaüreg (Kadić 1919) és Táborhegyi üreg (Barcza, Thirring 1920) neveken is. 1976-ban volt először Tábor-hegyi-barlangnak nevezve a barlang az irodalmában.

## Kutatástörténet

### 1931-ig
A barlangról először, 1913-ban Horusitzky Henrik készített egy rövid leírást a Természettudományi Közlöny számára, egy olvasó kérésére. A leírás szerint az óbudai barlang a Hármashatár-hegy legalsó kúpja mellett lévő hegy oldalában, a völgy felett körülbelül 80–100 méterre nyílik és körülbelül 20–25 méter hosszú. Bejárata három–négy méter széles és két–három méter magas. A bejárat után egy hat–nyolc méter széles és 10–11 méter magas, kupolaszerű terem van, amelybe felülről is beszűrődik a világosság. A terem vége lejt és egy körülbelül egy méterre keskenyedő, nedves folyosóba vezet. Majd megint vízszintessé válik a talaj és tovább haladva, ismét a nyílás felé kanyarodik. 1919 augusztusában Kadić Ottokár mérte fel a sziklaüreget Som Imrével és a felmérés alapján Kadić Ottokár alaprajz térképet, hosszmetszet térképet és keresztmetszet térképet szerkesztett és rajzolt. Bekey Imre Gábor mutatta meg Kadić Ottokárnak a barlang helyét.

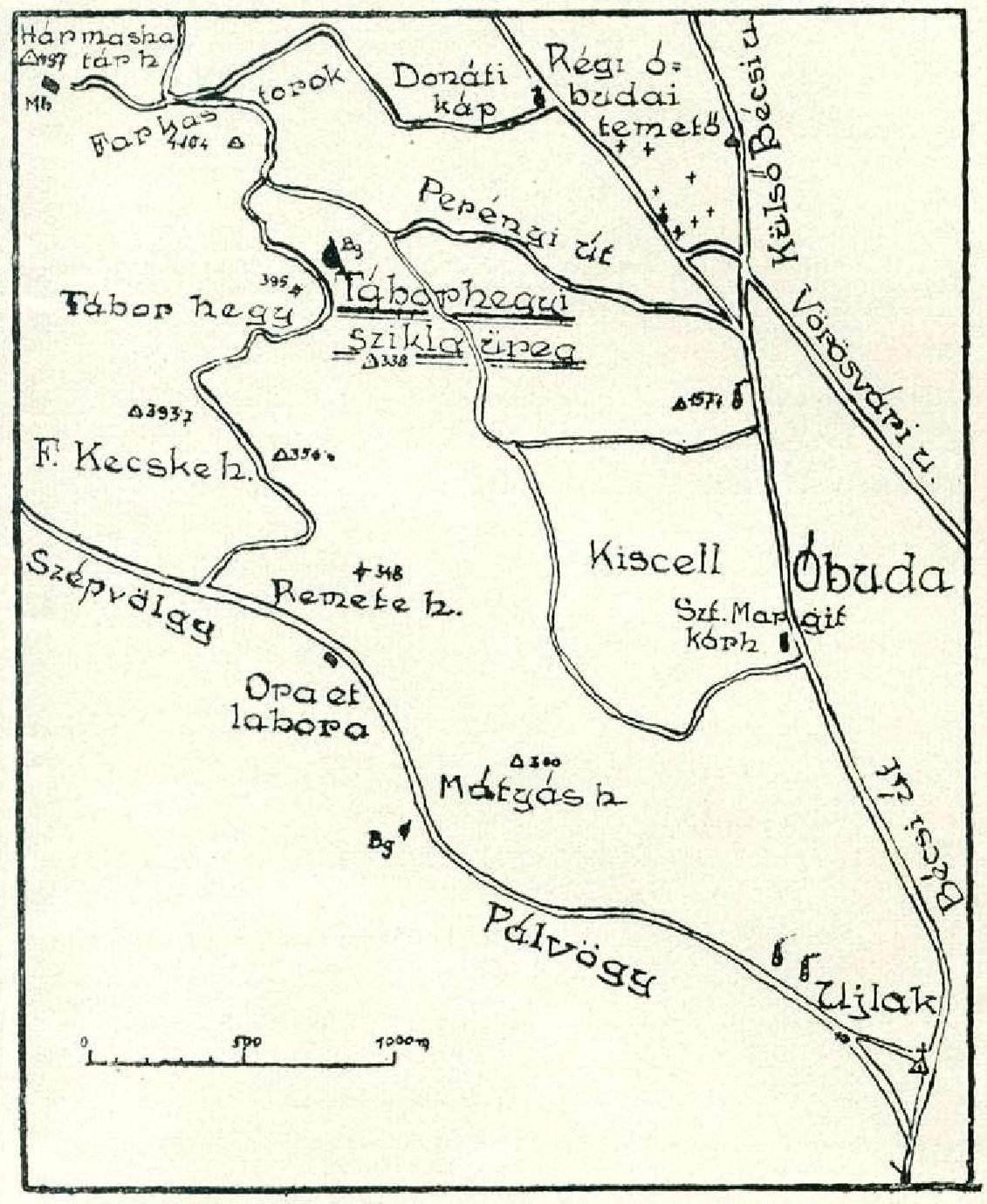
A Tábor-hegyi-barlang helyszínrajza

Az 1919. évi Barlangkutatásban publikált és Kadić Ottokár által írt jelentésben meg van említve, hogy a Pál-völgyi-barlang kutatásának befejezése után 1919-ben a többi pál-völgyi és Budapest vidéki barlang, például a Táborhegyi sziklaüreg tanulmányozására és felmérésére került sor. A barlang felmérését a Pannonia Turistaegyesület Barlangkutató Szakosztály tagjai (Frölich Árpád, Bagyura János, Jilek Antal, Som Imre, Ruzitcska Gyula, Pürner József, Frei Hermán és mások) segítették. A barlangban a kutatás be van fejezve.
A jelentésből az is megtudható, hogy az Óbudai temető feletti Tábor-hegy meredek oldalában van a barlang bejárata. A sziklaüreg egy kis bejárati fülkéből, közepes előcsarnokból, folyosóból és hátsó üregből áll. A barlang mellett közvetlenül egy hasadék van. A barlang és a hasadék nagyon repedezett dolomitban keletkezett. Ásatásra nem alkalmas a barlang, mert nincs benne megfelelő mennyiségű kitöltés. Az 1919. évi Barlangkutatásban lévő, Scholtz Pál Kornél által írt beszámoló alapján Kadić Ottokárt Lóczy Lajos bízta meg, hogy a Budai-hegység barlangjait felmérje. Ebben a munkában a Pannónia Turista-Egyesület Barlangkutató Szakosztálya támogatta Kadić Ottokárt. A távolabbi barlangok közül a Táborhegyi sziklaüreg is fel lett mérve.
Az 1920-ban megjelent, Budapest Duna-jobbparti környéke című könyvben szó van arról, hogy meredek és köves ösvényen lehet felkapaszkodni ahhoz a sziklacsoporthoz, amelybe a Táborhegyi üreg mélyül. A barlang KÉK-re tekintő bejárata kis fülkébe vezet, melynek hátulsó alsó részében alacsony lyukon átbújva az előcsarnok érhető el. Az előcsarnok egy 5 m hosszú üreg, amely jobbra és balra kiszélesedik, teteje pedig részben összeomlott kőtuskókból áll. Ez az üreg NyDNy-i irányban egy lejtősen lefelé haladó és 10 m hosszú folyosóba vezet. A vége felé egyre jobban összeszűkülő és alacsonyodó folyosó hátulsó része jobbra fordul, majd nagyon alacsony lyukon keresztül ér a barlang hátulsó részébe, amely enyhén felfelé hajlik és KDK-i irányba tartó rókalyukkal ér véget. Közvetlenül a Táborhegyi üreg mellett van egy párhuzamos, 12 m hosszú és keskeny hasadék, amely kapcsolódik az előcsarnokhoz. A barlang és a mellette található hasadék nagyon repedezett dolomitban jöttek létre.

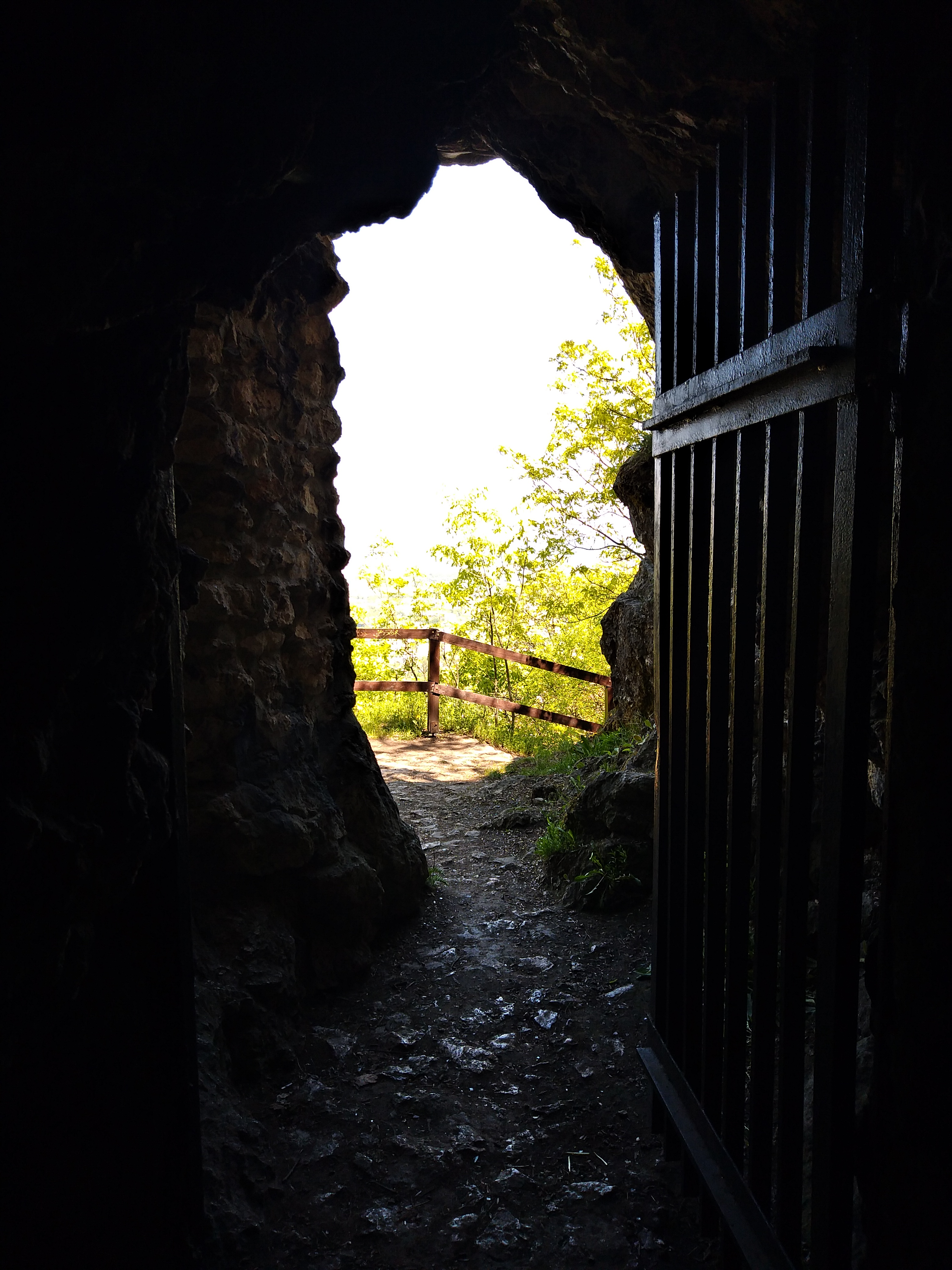
A Tábor-hegyi-barlang bejárata

Az 1920. évi Barlangkutatásban kiadott könyvismertetésben, amely a Budapest Duna-jobbparti környéke című könyvről szól, meg van említve, hogy a könyvben le van írva a Táborhegyi sziklaüreg. A Természet 1920. évi évfolyamában napvilágot látott, Kadić Ottokár által írt leírásban az olvasható, hogy a Budai-hegység dolomitjában lévő üregek közé tartozik a tábor-hegyi sziklaüreg. Az 1920. évi Turistaság és Alpinizmusban kiadott, a Budai-hegység 1:75 000 térképlapjának hibáit felsoroló közlemény szerint a barlang a Tábor-hegytől közvetlenül K-re van és hiányzik jelzése a térképen.
Az 1921. évi Turisták Lapja folyóiratban publikálva lett, hogy Kadić Ottokár beszámolt a fővárosi barlang kutatásáról az 1919. évi Barlangkutatásban. Az 1921. évi Barlangkutatás szerint 1921-ben befejeződött az Óbuda felett nyíló Táborhegyi barlang részletes leírása, amely jelenleg sajtó alatt van és meg fog jelenni folyóiratban nyomtatásban. Az 1924-ben megjelent, Budapest Duna-jobbparti környéke című kiadványban meg van ismételve az 1920-ban publikált könyv Táborhegyi üreget bemutató része.
Kadić Ottokár 1924-ben tette közzé a barlang térképeit és részletes leírását. A leírásban az olvasható, hogy a tábor-hegyi sziklaüreg, azaz az óbudai barlang nagyon repedezett dolomitban keletkezett. A barlang kialakulása arra bizonyíték, hogy dolomitban is kialakulhatnak barlangok. Az Óbudai temető feletti Tábor-hegy meredek oldalában található. Messziről is látható a barlang bejárata és a barlang körüli, omladozó dolomitrögök kopár csoportja. A barlang úgy érhető el legkönnyebben, hogy az óbudai villamosvasút végállomásától a temető melletti kocsiúton a Szent Donát-kápolnáig kell menni, ahonnan a baloldali dűlőútra térve a Tábor-hegy alján épült földművesházak felé kell menni. Ezeknél a házaknál kell megkeresni a meredek hegyoldalra vezető ösvényt, amely egyenesen a barlanghoz vezet. A barlang a Szépvölgyből is megközelíthető úgy, hogy a Kecske-hegy és a Remete-hegy közötti turistaúton a Hármashatár-hegy felé kell menni és a Tábor-hegy környékén, a meredek hegyoldalon le kell ereszkedni a barlanghoz.
A barlangbejárat kelet–északkeletre néz, három méter széles és három méter magas, amely a négy méter hosszú Bejárati fülkébe vezet. A fülke hátrafelé fokozatosan alacsonyodik és a hátsó, alsó részében egy méter széles és egy méter magas nyílással ér véget. Ezen átbújva egy nagy, nyugat–délnyugati irányban elhelyezkedő, öt méter hosszú, jobbra és balra kiszélesedő üregbe, az Előcsarnokba lehet jutni. Az Előcsarnok egy két méter mély fülkével bővül ki délkeleti irányba és az északnyugati szárnya menedékesen felfelé hajló, három méter hosszú falon át egy, az üreggel majdnem párhuzamosan haladó hasadékká válik. Az Előcsarnok 5,5 méter magas, a mennyezete a délkeleti fülke felé lehajlik és északnyugatra, a leírt fallal párhuzamosan felfelé halad és a hegytetőn van a vége. Az Előcsarnoknak a mennyezete csak részben szilárd szikla, a bejárat és a hasadék felé a tető összerogyott és egymásra rakódott, nagy kőtömbökből áll.

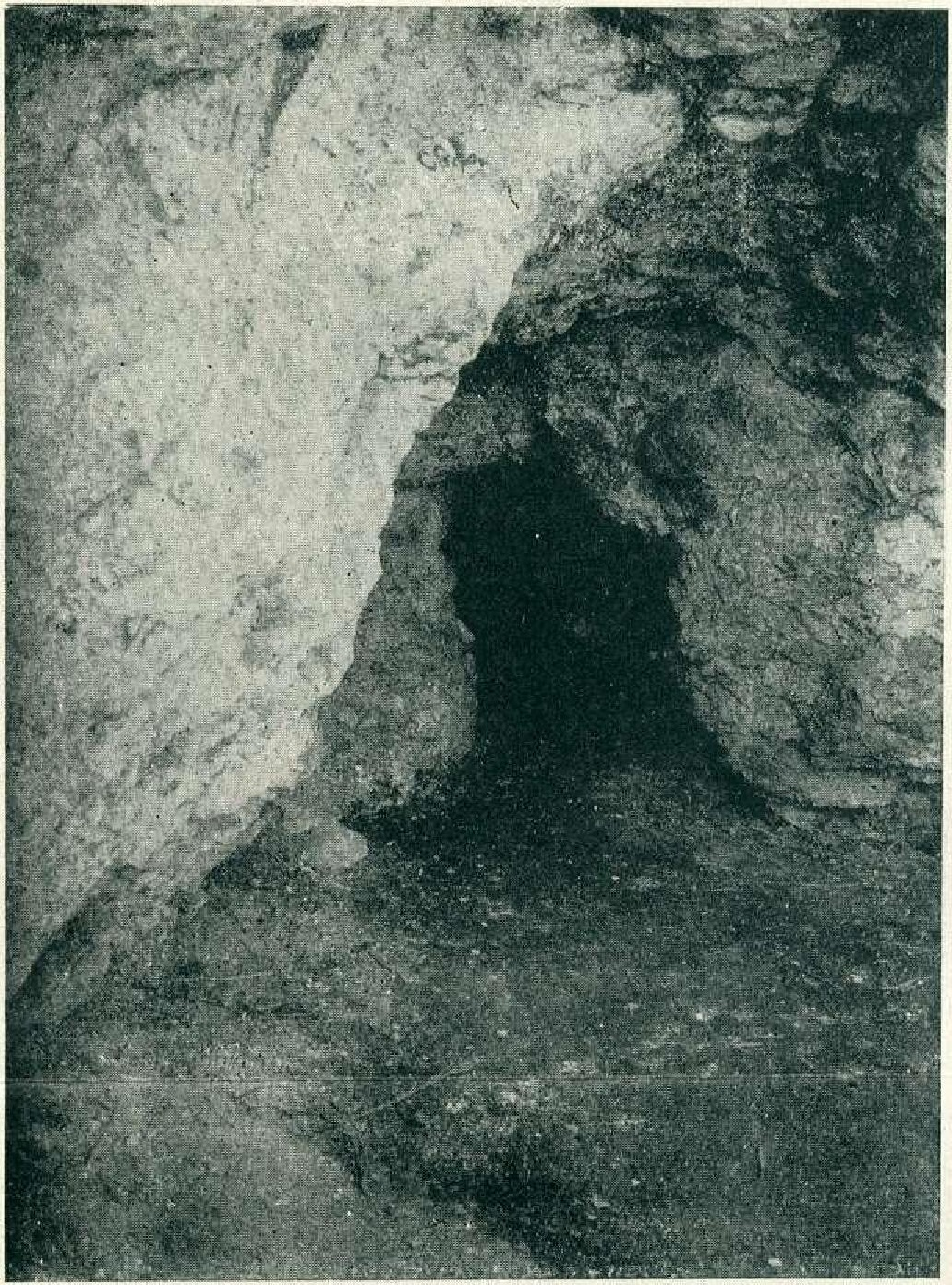
A Tábor-hegyi-barlang bejárata Bekey Imre Gábor 1924-es fényképén

Az Előcsarnokból nyugat–délnyugati irányban, meredeken lefelé egy 10 méter hosszú, elöl kettő, hátul alig egy méter széles Folyosó ereszkedik le az üreg belsejébe. A Folyosónak az elülső és a hátsó részében a mennyezet hirtelen lehajlik és ezért két részre, egy elülső és egy hátsó szakaszra osztja. Az elülső szakasz legnagyobb magassága 4,5 méter, a hátulsóé három méter. Ott, ahol a hátulsó, mennyezeti szikla alábukik, a Folyosó alja is hirtelen süllyed. Itt a felhalmozódott kőtömbökön kell lecsúszni és akkor következik a Folyosó hátsó szakasza. A Folyosónak a hátsó szakasza a bal oldalon egy kicsit tág lesz, azonban hátrafelé hirtelen alacsonyodik és északnyugati irányban, azaz jobbra egy fél méter alacsony résen, kőtörmelék között átvergődve lehet az üreg Hátsó részébe jutni. Ez egy nagyon alacsony, átlagosan egy méter magas, hat méter hosszú, három méter széles, menedékesen felfelé menő terem, amely a hátsó részében bővül egy kelet–délkeleti irányban haladó, szűk, négy méter hosszú és alacsony Rókalyukkal.
A Bejárati fülke, az Előcsarnok és a Folyosó elülső részének az alja mészkőtörmelékes agyag, a Folyosó hátsó szakaszának és a Hátsó üregnek az alját laza kőtörmelék fedi. Az Előcsarnokban lerakódott, kőtörmelékes agyag látszólag nem vastag és ezért az itt végzendő ásatás nem lenne nagyon eredményes. A barlang mellett néhány méterre, a barlang északi oldalán van a Hasadék. Ez a barlanggal majdnem párhuzamosan haladó, körülbelül 12 méter hosszú, átlagosan egy méter széles és felül nyitott repedés, amelynek kőtörmelékkel ki van töltve a legnagyobb része. A Hasadék középső része összefügg a barlang Előcsarnokával és a Hasadék is nagyon repedezett dolomitban jött létre. A barlang és a hasadék egy-egy, majdnem párhuzamosan, KÉK–NyDNy irányban haladó repedés mentén alakult ki. Az Előcsarnok és a Hátsó üreg egy-egy, észak–északnyugati – dél–délkeleti irányban menő hasadék mentén jött létre.
Mivel a sziklaüreg egy meredek hegyoldal nagyon repedezett sziklacsoportjában alakult ki, ezért a sziklaüreg elülső, közvetlenül a hegyoldal felett függő része indult pusztulásnak a leghamarabb, míg a Folyosó és a Hátsó üreg egyelőre még szilárdan áll. A mellette található, régen hasonló üreg viszont már teljes hosszában beomlott és jelenleg egy nyitott hasadék. Horusitzky Henrik Óbudai barlang néven ismertette a barlangot. Mivel a barlang Óbudának azon a részén helyezkedik el, amelyet az ott lakók Táborhegynek neveznek és a térképen is ez a hely neve, valamint ez nem egy nagy kiterjedésű barlang, hanem egy kis sziklaüreg, helyesebbnek és célszerűbbnek gondolta Kadić Ottokár, hogy a barlangnak Táborhegyi sziklaüreg legyen a neve. A tanulmányhoz mellékelt két ábrának az ábraaláírásai fel vannak cserélve. A publikációba bekerült egy Bekey Imre Gábor által készített fénykép, amelyen a barlang bejárata figyelhető meg.

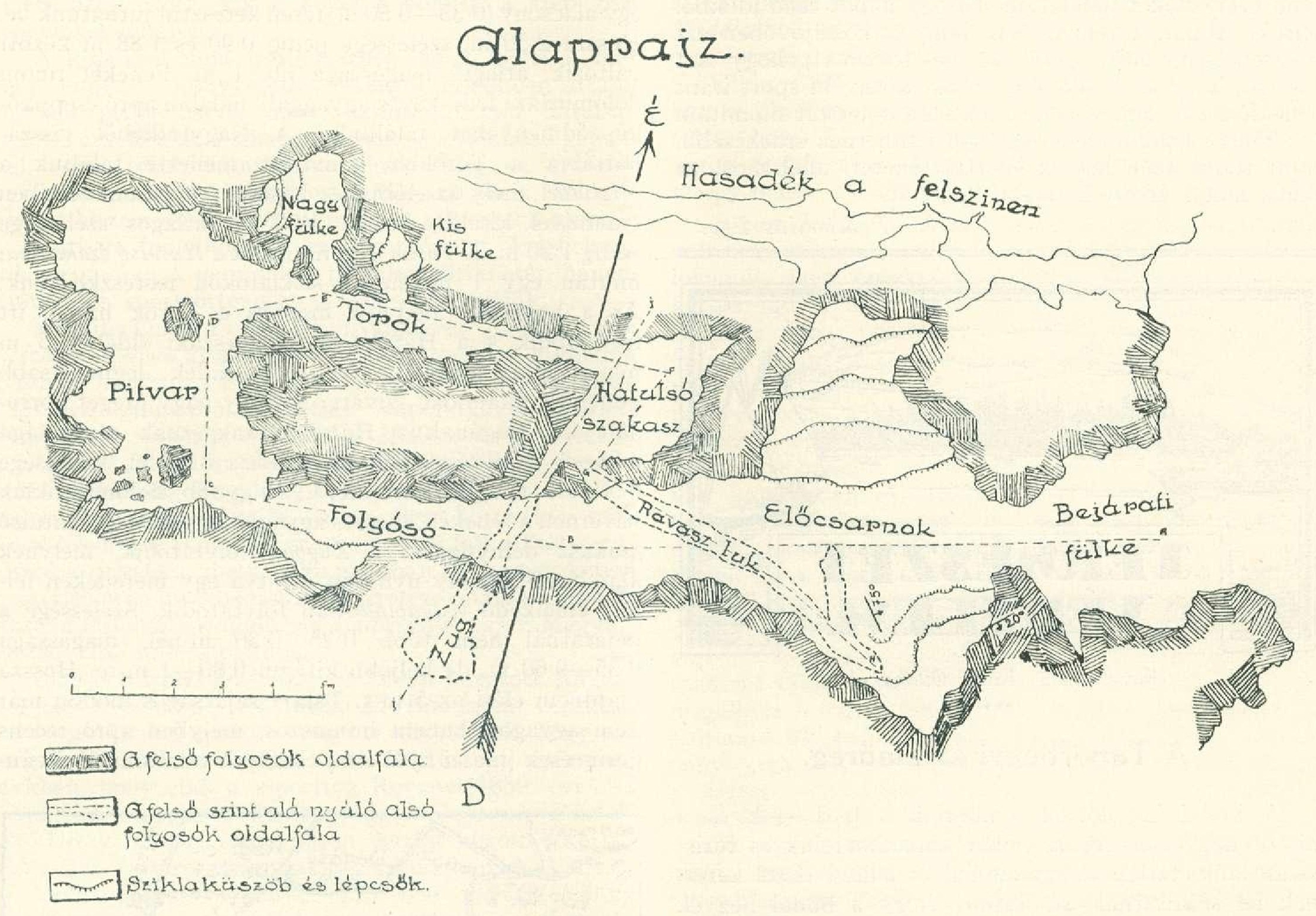
A Tábor-hegyi-barlang 1929-ben megjelent alaprajz térképe

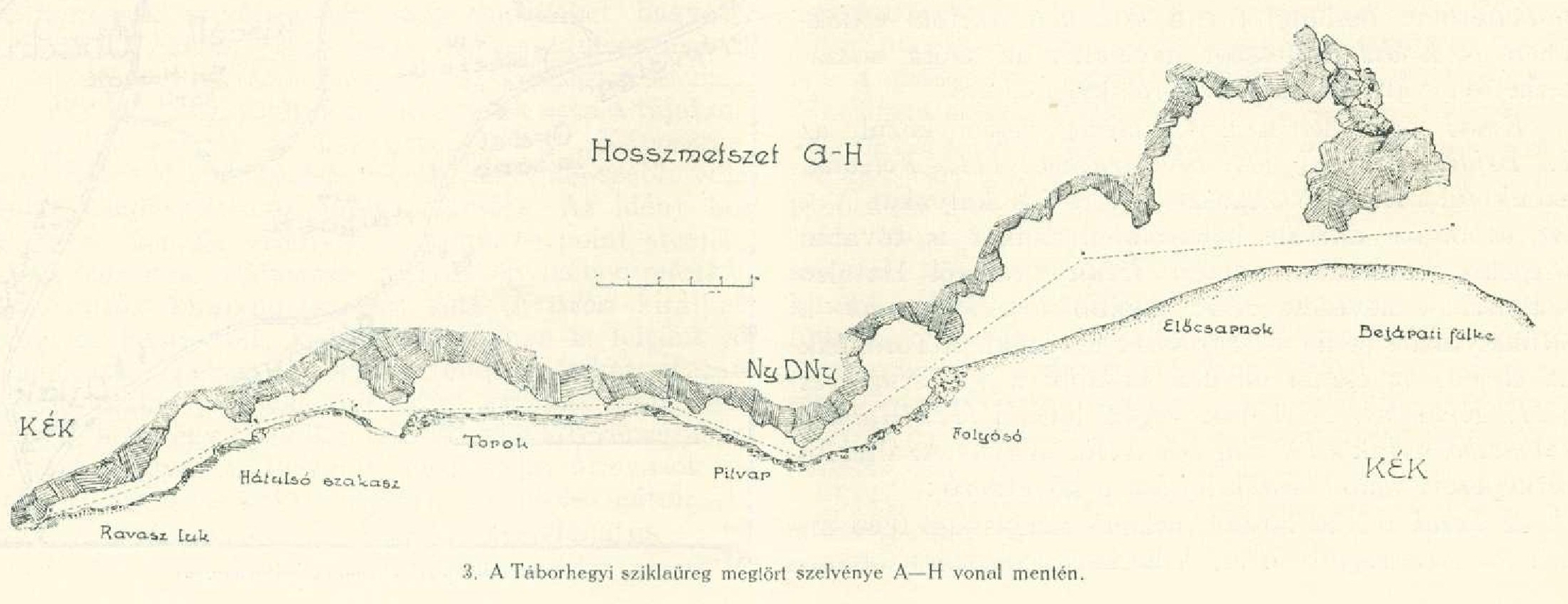
A Tábor-hegyi-barlang 1929-ben megjelent hosszmetszet térképe

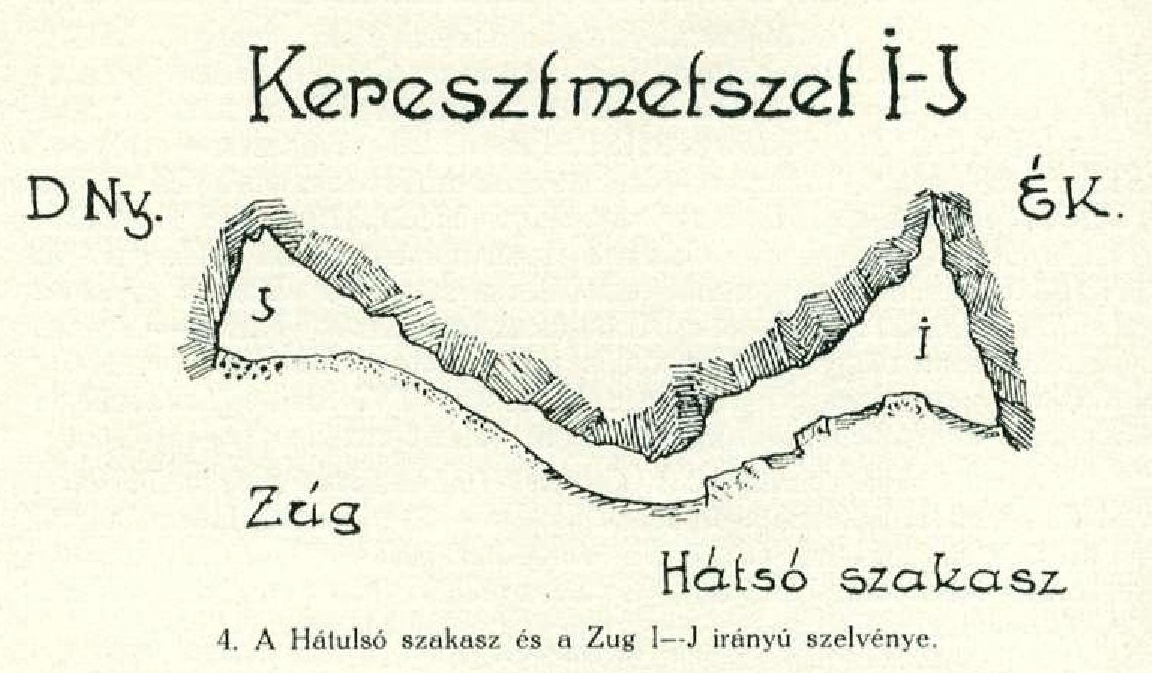
A Tábor-hegyi-barlang 1929-ben megjelent keresztmetszet térképe

1927-ben Schreier Ferenc felmérte a barlangot az újonnan hozzáférhető részekkel együtt és rajzolt egy alaprajzi barlangtérképet, egy hosszmetszet barlangtérképet, valamint a Hátulsó szakasz és a Zug közötti járatról egy hosszmetszet barlangtérképet. 1929-ben látott napvilágot Schreier Ferencnek egy tanulmánya, amelyben részletesen le van írva a barlang és publikálva lettek az általa szerkesztett barlangtérképek, valamint a sziklaüreg helyszínrajza. A tanulmány szerint Kadić Ottokár nem járhatta be a teljes barlangot és ezért nem mérte fel az egész barlangot Kadić Ottokár.
Schreier Ferenc fontosnak tartotta, hogy a Kadić Ottokár által készített barlangtérképeket és a leírást kiegészítse, mert a barlang Budapest közelében van és könnyen hozzáférhető. Szerinte Kadić Ottokár a Bejárati fülke, az Előcsarnok, a Folyosó, a Hátulsó szakasz és a Rókalyuk nevű barlangrészeket írta le. A Rókalyukban beljebb tudott menni és új üregeket fedezett fel. Ezért a Hátulsó szakaszt Pitvarnak és a Rókalyukat Toroknak nevezte. A Toroknak az elején, az északi oldalon van a Nagyfülke és a Kisfülke nevű rész. A Torok végén található Hátulsó szakaszból nyílik a Zug és a Ravaszlyuk.
A barlang 310 méter tengerszint feletti magasságban helyezkedik el. Az új kiadású, katonai térképeken már jelölve van a helye. A Duna fellegvári teraszának szintje felett van. A felszínen, a lejtő mezőn nagyon látható, szaruköves dolomitban van a bejárata. A szaruköves dolomitban jól látszik a vetődött szerkezet. Négy másfél–két méter magas és két–négy méter széles lépcső figyelhető meg egymásután. Hosszanti vetődések szabdalják szét ezeket a haránttöréseket. Nagyon jól lehet látni ezt például a barlang bejárata mellett és a tőle északra lévő, bedőlt, keskeny barlangjáratban, ahol siklási felületeknek a súrlódási páncélja is megfigyelhető. Folyóvíz nem volt a barlangban soha.
Sok hasadék van a befoglaló kőzetében és ezért a barlang legeldugottabb zugában is tiszta a levegő. Néhány helyen tüzet gyújtott és ezeken a helyeken a tűz élénken égett. A szivárgó víz mindig oldja a barlangot és a legnagyobb, nyári szárazság sem szárítja ki. Télen a Folyosón túl soha nem fagy meg a szivárgó víz és a szivárgása még élénkebb. Nem a cseppkövek látványa, hanem a korrózió munkája gyönyörű a barlangban. A sok, apró, harántirányú és keresztirányú törés adta meg a lehetőséget a barlangjáratok keletkezésére. Jól látszik, hogy a szaruköves dolomit az észak–északnyugati – dél–délkeleti és az északkelet–délnyugati irányú törések találkozásánál olyan nagyon összemorzsolódott, hogy a szivárgó vizek az oldó munkájukat el tudták kezdeni és barlanggá tágították idővel a repedéseket. A befoglaló kőzetére nummuliteses mészkő települt és ez a barlang keletkezését csak segíthette.
Leírta az általa felmért új részeket. A Torok 6,5 méter hosszú, az átlagos magassága 80 centiméter és az átlagos szélessége 60 centiméter. Az alacsony és keskeny folyosó egy felfelé keskenyedő hasadék mentén alakult ki. A kis folyosó egy helyen másfél méter magas. Az alját vékony agyagréteg és dolomittörmelék fedi. Közvetlenül a Torok elején, északi irányban van a Nagyfülke és a Kisfülke. Egy 35–50 centiméter alacsony résen át lehet bejutni a Nagyfülkébe. A Nagyfülke 2,5 méter hosszú, az átlagos magassága körülbelül egy méter és a szélessége 90 centiméter, valamint 1,88 méter között változik.
Az alján finom dolomitdara és kevés agyag, az oldalán kis cseppkövek vannak. A Nagyfülkéből a Torokba visszahátrálva, rögtön mellette van a Kisfülke. A Kisfülke a Nagyfülkéhez hasonló, de kisebb. 1,9 méter hosszú és az átlagos szélessége 1,2 méter. A Torok végén lehet bejutni a Hátulsó szakaszba egy egy méter magas sziklafokon leereszkedve. Egy hasadék, amelynek a mentén a Torok halad, itt folytatódik és a Hátulsó szakasznak az északi oldalán öt méter magasra emelkedik fel. Egy nagy üreget oldott ki a hasadék legmagasabb pontjáról mindig szivárgó víz. A Hátulsó szakasz magassága 35 centiméter és egy méter között változik, 3,5 méter hosszú, valamint átlagosan 2,5 méter széles. Az alján nagy dolomitsziklák vannak, amelyek meszes agyagba ágyazódtak.

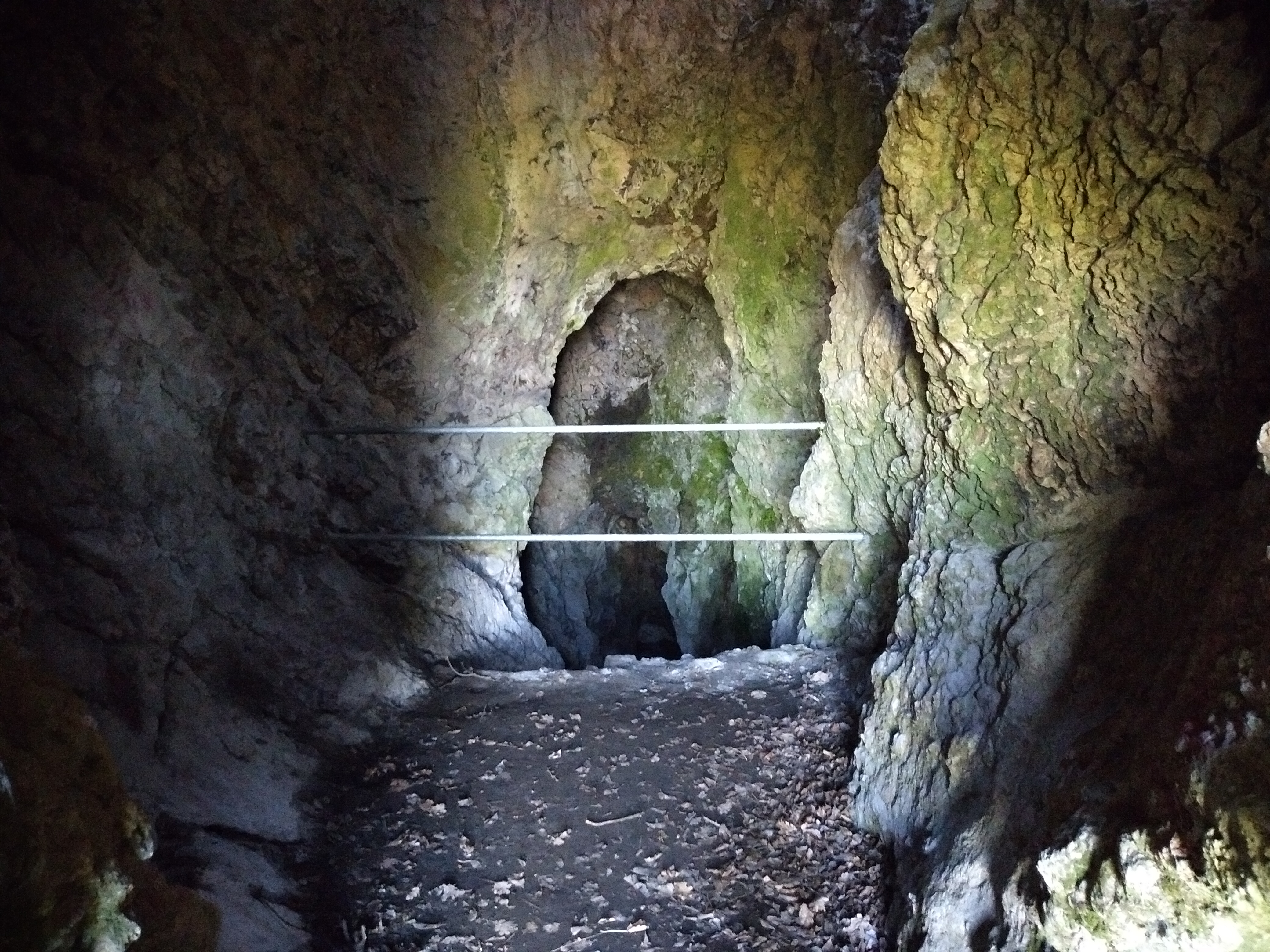
A Tábor-hegyi-barlang bejárati termének vége

A Hátulsó szakasz délnyugatra a Zuggal folytatódik, amelynek a keskeny és alacsony nyílásán átjutva egy meredeken emelkedő vakablak van. A bejáratnál a Zug szélessége nem több 25–30 centiméternél, a hossza majdnem eléri az öt métert és 35–60 centiméter magas, de beljebb 0,8–1 méterre tágul. A talaja egyedi módon már nem agyagos, hanem humuszos, amelyben apró, recens gerincesek csontjait találta. Előkerült például mezei nyúl csont. Minden bizonnyal ebbe az eldugult töbörbe közvetlenül a felszínről kerültek be a csontok és a humusz, mivel az közvetlen kapcsolatban állt a külvilággal egy vakkémény miatt.
A meredek lépcsőkkel levezető Ravaszlyuk a Zugból visszahátrálva, délkeleti irányban található. A Ravaszlyuk 35 centiméter és 2,15 méter közötti magasságú, 25 és 35 centiméter között váltakozik a szélessége, valamint nyilvánvaló a hasadékjellege. Az aljára egy 35 centiméteres és egy fél méteres lépcsőn lehet lemenni. Az 5,3 méter hosszú üregnek a vége balra elágazik egy keskeny, lejtő, másfél méter hosszú rókalyukba. Ez a barlang legmélyebb, megközelíthető pontja. Körülbelül nyolc méter mélyen van a Bejárati fülke alatt. A térképen látható, hogy az üreg megint a bejárat felé fordul vissza a Pitvarnál, de a bejárat alatt van és ezért a barlangnak csigalépcsőszerű az alakja. A Ravaszlyuk a Folyosó alatt helyezkedik el.
1931-ben a főváros a bejárat feletti, majdnem leomló sziklatömböket megerősíttette és a barlang első részét, valamint az előterét rendeztette és egy turistautat alakíttatott ki hozzá. Ekkor Kadić Ottokár vezetésével egy ásatás történt a barlangban, amelynek során a bejárat közelében pleisztocén emlősök, például vadló, gyapjas orrszarvú és gímszarvas jól megmaradt csontjaira akadtak. A belsejéből pedig sok, őskori cserépedény-töredék és csonttöredék került a felszínre. Az 1931. évi Turisták Lapja szerint természetvédelmi szempontból sokkal körültekintőbben jártak el Budapest csatornázási osztályának mérnökei, amikor ez év tavaszán a tábor-hegyi barlangot rendbetették, mint ahogy a Gellérthegyi-barlangot rendbetették. Nemcsak alaposan kitakarították a barlangban lévő, laza kitöltést és megerősítették a barlang feletti meglazult sziklatömböket, hanem a bejárat előtt kőpadot és korláttal ellátott teraszt alakítottak ki, valamint turistautat hoztak létre a barlanghoz. Ezeket olyan óvatosan csinálták, hogy nemcsak a barlang természetes jellege maradt meg teljesen érintetlenül, hanem a kitöltésben található, őskori csontok és régészeti leletek összes darabját megmentették.

### 1932-től

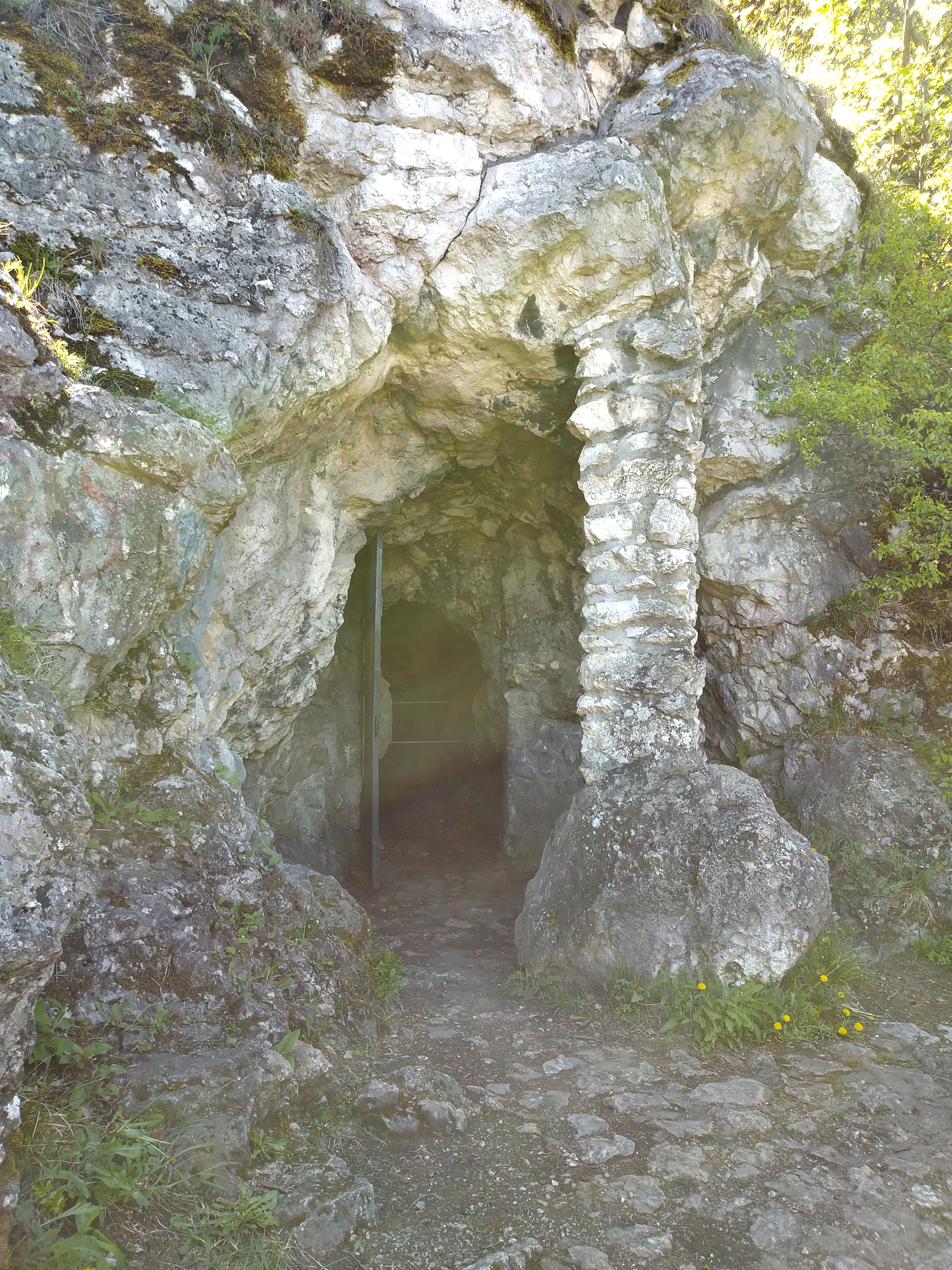
A Tábor-hegyi-barlang bejárata

Az 1932. évi Barlangvilágban az lett publikálva, hogy a Székesfővárosi Általános Vízépítési Alosztály 1931 tavaszán a barlang bejárata feletti omlásveszélyes kőtömböket biztonságosan rögzítette és ezzel egyidőben a barlangot is rendbehozta idegenforgalmi szempontból. A barlangban felhalmozódott kőtörmeléket és a humuszt eltávolíttatta, a bejárat előtti, meredek lejtőn teraszt, a barlanghoz pedig turistautat épített. Ezzel Budapestnek az egyik szerény, de nagyon tanulságos, természeti emlékét az érdeklődők részére hozzáférhetővé tette. A rendezés elején, a munkát vezető Eulenberg István, nagyon helyesen, jelentette a Magyar Királyi Földtani Intézetnek, hogy elkezdődött a munka.
A Magyar Királyi Földtani Intézet igazgatósága Kadić Ottokárt bízta meg azzal, hogy a munkában résztvegyen és az ásatásokkor esetleg előkerülő tárgyakat összegyűjtse, tehát a Magyar Királyi Földtani Intézet is részt vett a barlang kutatásában. Erre az intézkedésre szükség volt és az intézkedés helyessége már az első napokban kiderült. Amikor leásták a barlang bejáratában a lerakódást, akkor a kitöltésnek a pleisztocén részéből jégkorszaki emlősöknek az épségben maradt csontjai kerültek elő. Sok, történelemelőtti cserépedényt és recens csonttöredéket gyűjtöttek a barlang belsejéből. A kutatás a Magyar Királyi Földtani Intézet igazgatóságának rendeletére, Böckh Hugó rendelkezései szerint történt.
Az 1932-ben megjelent, Dudich Endre által írt könyvben meg van említve a Budai-hegység barlangjai között a Táborhegyi sziklaüreg és fel van sorolva négy publikáció, amelyekben szerepel a barlang. Az 1935. évi Erdészeti Lapokban az olvasható, hogy a dolomitban kialakult sziklaüreg az Óbudai temető melletti Tábor-hegy lejtőjén nyílik és néhány üregből, valamint folyosóból áll. 1930-ban rendbe tette az előterét Budapest és a főváros közönségének a tulajdonában van. Régen Óbudai barlang néven volt ismert és Horusitzky Henrik ezen a néven ismertette. 1937-ben a Budai Vár-barlangban lévő barlangtani gyűjteménynek az egyik vitrinjében ki lettek állítva a Budapest költségén régen gyűjtött pleisztocén emlősök csontmaradványai.
Az 1938. évi Barlangvilágban kiadott, Kadić Ottokár által írt tanulmányban a sziklaüreg barlangtípus példájaként meg van említve a Táborhegyi sziklaüreg. A Friss Újság 1938. április 2-i számából megtudható, hogy a Tábor-hegyi-barlang közelében találták meg két fiatal nő és egy fiatal férfi holttestét. A nyomozás megállapította, hogy a két nőt a férfi főbe lőtte, majd magával is végzett. Az 1938. évi Hidrológiai Közlönyben kiadott tanulmány szerint a barlang egy régi korróziós üreg. A Tábor-hegy keleti oldalán, a III. kerületben, 305 m tengerszint feletti magasságban van bejárata. Felső triász karni dolomitban jött létre. Az Erdőalja úttól 60 m-re, a meredek hegyoldalban egy kis hegymászással könnyen elérhető. A Mai Nap 1939. május 2-i számában közölve lett, hogy egy halott férfira bukkantak a turisták a barlangban, akinek a feje át volt lőve.

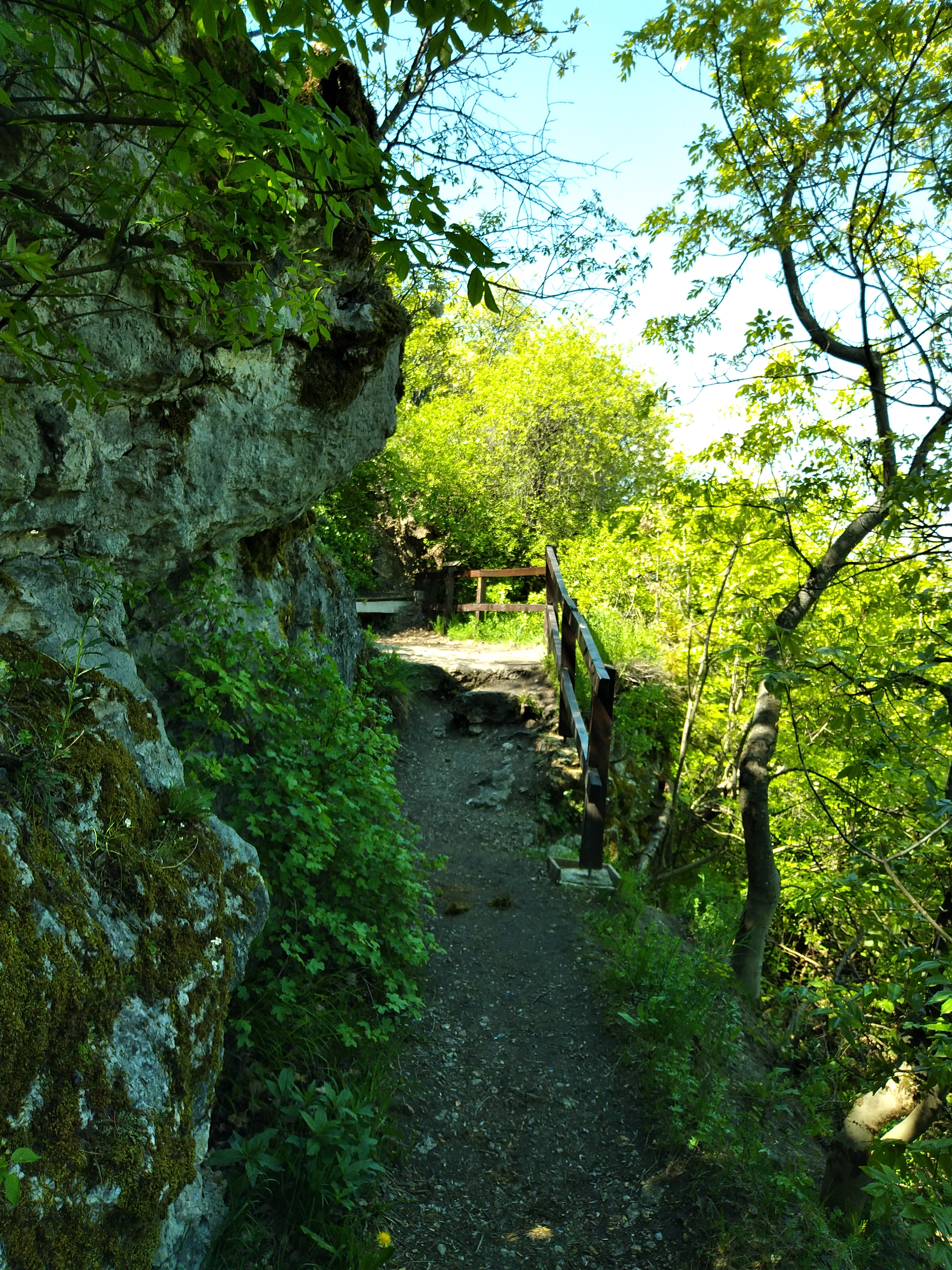
A Tábor-hegyi-barlanghoz vezető ösvény vége

Az 1942. évi Barlangvilágban az olvasható, hogy a Budai Vár-barlangban lévő barlangtani gyűjteményben, a 2. terem túlsó oldalán, egy nagy vitrinben vannak kiállítva azoknak a pleisztocén emlősöknek a csontmaradványai, amelyeket a barlang feltárásakor gyűjtöttek. Ebben az állattársaságban leginkább a vadló, a gyapjas orrszarvú és a gímszarvas van képviselve. A barlangban ezeknek a fajoknak a jelenléte arról tanúskodik, hogy akkor, amikor azok itt éltek, hazánkban hideg volt az éghajlat. 1943-ban a főváros elfogadta az Országos Természetvédelmi Tanács javaslatát, hogy a barlangot természetes állapotában tartsák meg és a feltárásához a földművelésügyi minisztérium engedélye szükséges.
1943. március 17-én a Magyar Barlangkutató Társulat népszerűsítő estélyt tartott, amelyen Kadić Ottokárné Budapest a barlangok városa címmel ismertette a Budapesten végzett barlangkutatások legkiemelkedőbb eredményeit és ekkor szóba került a Tábor-hegyi-barlang is. Az előadást sok természethű, vetített kép kísérte, melyeket Markó István készített. Az 1943. június 15-i Magyar Turista Élet szerint Szendy Károly utasítására összeállították a főváros erdőterületein a védelemre érdemes tájrészletek, fák, sziklák és barlangok jegyzékét, valamint az Országos Természetvédelmi Tanács szakértő bizottsága felülvizsgálta a jegyzéket és azzal kapcsolatban javaslatokat tett. A publikációban az szerepel, hogy külön védik a barlangot. Az 1943. június 4-i Országjárásban az látott napvilágot, hogy nem szabad megváltoztatni a Tábor-hegy lejtőjén található, természetes barlangot, amelynek a feltárásához a földművelésügyi minisztérium engedélye kell. A cikkben kétszer van említve a barlang. Egyszer a Hármashatár-hegyről szóló részben, egyszer a Tábor-hegyről szóló részben.
Az 1948. évi Hidrológiai Közlönyben meg van említve, hogy a Dunántúli-középhegységben található magasan elhelyezkedő forrásbarlangi nyílások közül az egyik a Budán található Táborhegyi barlang (220 m viszonylagos magasság). Kadić Ottokár 1952-ben befejezett kéziratában össze lett foglalva a barlang kutatástörténete és le van írva a barlang Kadić Ottokárnak az 1924-ben és Schreier Ferencnek az 1929-ben publikált tanulmányában szereplő leírások ismétlésével. A kézirat barlangra vonatkozó része 12 irodalmi hivatkozás alapján íródott. Az 1954-ben kiadott, Páli Tivadar által írt útikalauzban egy részletes leírás olvasható a sziklaüregről és a kiadvány térképmellékletén meg van jelölve a helye barlangjellel. Az 1956-ban megjelent, Budai hegyek útikalauz című könyvben részletesen le van írva a barlang. Szabó Tibor, a Városterv Barlangkutató Csoport tagja 1958. május 18-án felmérte a barlangot, majd a felmérés adatainak felhasználásával elkészült a barlang 1:200 méretarányú alaprajz térképe.

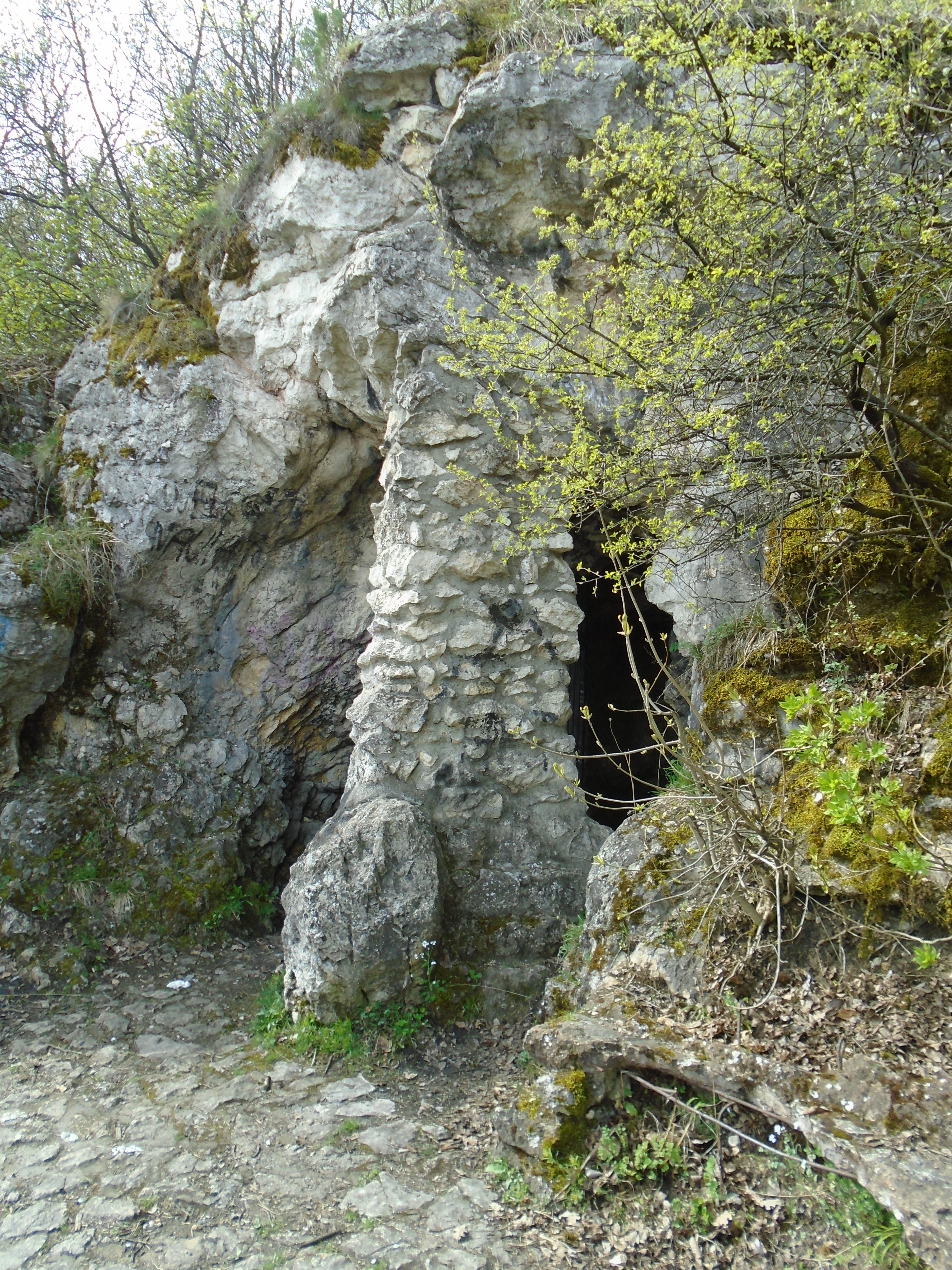
A Tábor-hegyi-barlang előtere

Az 1958-ban napvilágot látott, Budapest természeti képe című könyv szerint a 20–25 méter mély Táborhegyi-sziklafülke Láng Sándor vizsgálatai alapján hévforrásbarlang. 310–320 m tengerszint feletti magasságban, 50–60 m-re a tábor-hegyi iskola és a hegyláb felett található. Az elülső része már nagyon pusztul. A mennyezetén lévő, keskeny, beszakadt kürtőn kívül a mennyezetén 1,5–2 m átmérőjű gömbfülkék is létrejöttek. Ferdén, befelé mélyül a barlang. Elképzelhető, hogy részben a hegy kiemelkedése miatt alakult ki a barlang ferde járata. A Tábor-hegy–Kecske-hegy vázlatos, földtani szelvényét bemutató ábrán meg van jelölve helye. A Táborhegyi-barlang a Tábor-hegy keleti oldalán, körülbelül 350 m tengerszint feletti magasságban van. 30–35 m hosszú és valószínűleg hévizes eredetű. Fődolomitban oldódott ki a zegzugos barlang. A magasra kiemelt rögök meredek peremein régi források, már elpusztult forrásbarlangok maradványai vannak. Ilyen például a Táborhegyi-barlang, amely a jelenlegi erózióbázis felett 220 m magasan helyezkedik el. A barlang a pliocén, részben az ópleisztocén hegységképződéssel emelkedett a mai magasságába.
A Városterv Barlangkutató Csoport tagjai 1962. szeptember 23-án bejárták a barlangot. Felülről akarták elérni a barlangot, de eltévedtek. Később találták meg. Elhatározták, hogy a következő vasárnap ide jönnek kutatni. Az 1964-ben kiadott, Az országos kék-túra útvonala mentén című könyvben meg van említve, hogy a kőkorszaki ősember lakóhelye volt a Táborhegyi barlang. 1965 tavaszán kezdte el bontani a barlangot és kezdett megfigyeléseket a barlangban a Bányászati Kutató Intézet Denevér Barlangkutató Csoportja. 1965 áprilisában vette észre a csoport a barlangi képződmények figyelésekor, hogy a lámpa lángja nagyon imbolyog. A kövek közül jött a huzat, amely a lángot mozgatta. Néhány méter hosszú, új szakaszt tártak fel a csoport tagjai öt–hat órás bontással. Az új rész végén a résekből nagy huzat jött és a korábbi végponton található törmelékhez hasonló törmelék zárta el az utat.
Az 1966. évi Karszt- és Barlangkutatási Tájékoztatóban megjelent jelentés szerint a csoport 1965-ben tervezte, hogy 1966-ban folytatja a barlang új részében a bontást és az a barlang érdekessége, hogy dolomitban jött létre, valamint ez az oka a sok törmeléknek, amely a barlangban van. 1966 januárjában folytatta a csoport a barlangban az előző évben elkezdett munkát. 1966. február elején a bontás egy időre lehetetlenné vált a szűk hely, valamint a barlangban összegyűlt törmelék miatt és ezért kellett új munkahelyet keresnie a csoportnak.

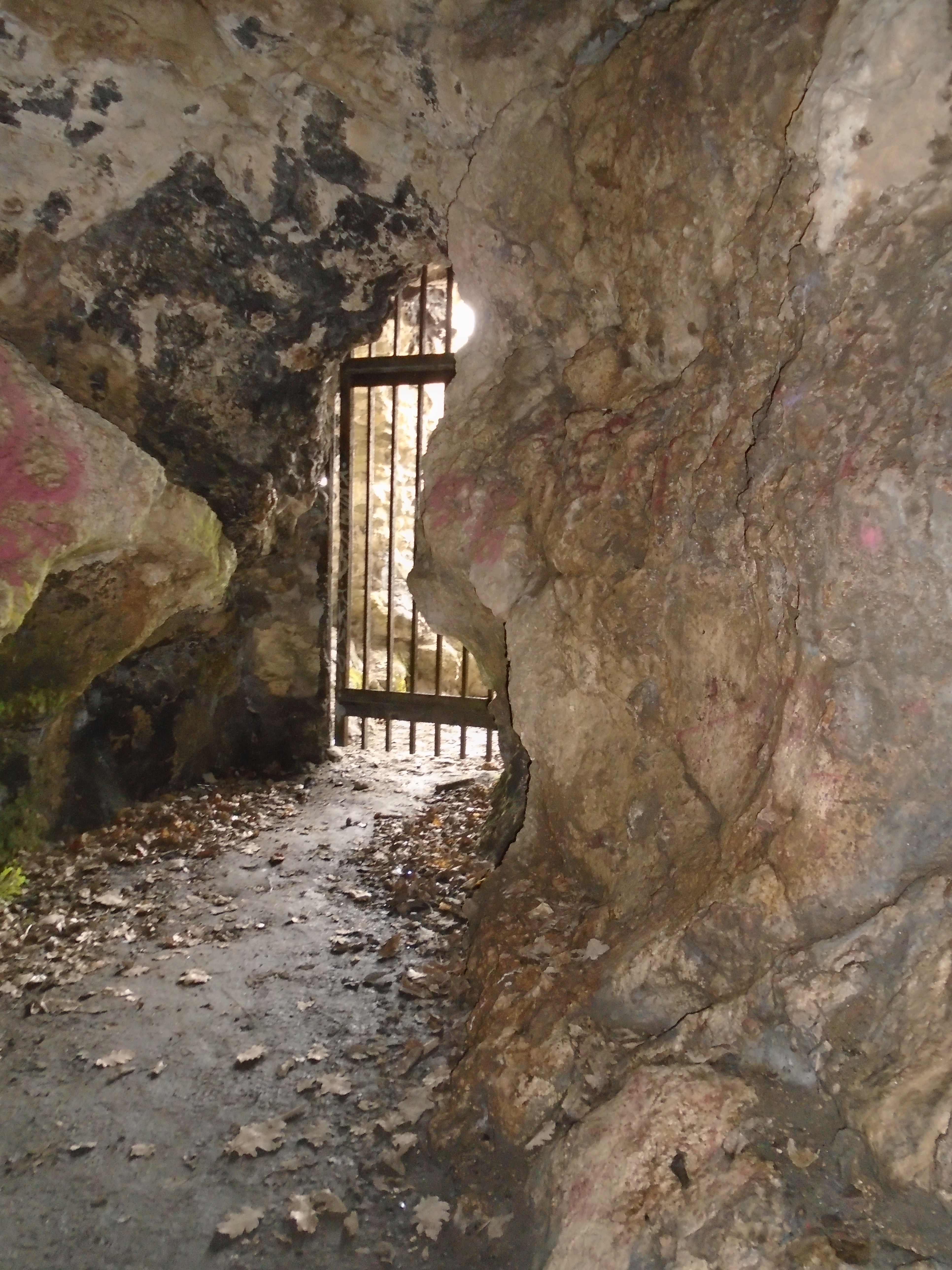
A Tábor-hegyi-barlang belseje

1968-ban a csoport továbbjutást remélve végezte a kutatást az akkori végponton. A barlangban nagyon kevés hely volt a törmelék elhelyezésére és ezért a végponthoz vezető utat ki kellett tágítaniuk. Egy kötélpályát építettek a barlangban, hogy a munka gyorsabb legyen. Sok csontot, vadmacskakoponyát, denevércsontokat és patkánycsontokat találtak a barlangban. Vértes László és Jánossy Dénes vizsgálták a leleteket és megállapították, hogy azok holocének, ezért nincs nagy jelentőségük. A mélyebben elhelyezkedő rétegekben valószínűleg régebbi maradványok vannak. Az 1968. évi jelentésében kérte a csoport a jelentés olvasóitól, hogy a további munkája miatt juttassák el hozzá a barlangról szóló irodalmat, leírásokat. Ha az eljuttatás nem lehetséges, akkor értesítsék róla a csoportot.
A Bertalan Károly által írt, 1976-ban befejezett kéziratban az olvasható, hogy a Táborhegyi sziklaüreg további nevei Óbudai barlang, Hármashatárhegyi barlang és Farkastoroki barlang. Budapest III. kerületében, a Tábor-hegy K–ÉK-i oldalában, 310 m tengerszint feletti magasságban nyílik. Dolomitban kialakult, hévizes eredetű, 30 m hosszú és 8–15 m mély hasadékbarlang. A turista látványosság látogathatóságának korlátozását javasolta Bertalan Károly a lezáratlan barlang veszélyessége miatt és célszerűnek tartotta, hogy legyen a barlang lezárva. Előkerültek belőle leletek, de tudományos feltárása, ásatása nem történt meg. A kézirat barlangra vonatkozó része 3 irodalmi mű alapján lett összeállítva. A Bertalan Károly és Schőnviszky László által összeállított, 1976-ban megjelent Magyar barlangtani bibliográfia barlangnévmutatójában meg van említve a barlang Tábor-hegyi-sziklaüreg néven Tábor-hegyi-barlang névváltozattal. A barlangnévmutatóban fel van sorolva 19 irodalmi mű, amelyek foglalkoznak a barlanggal. A barlangnévmutatóban szereplő 1939. évi Barlangvilágban kiadott Kadić Ottokár által írt tanulmány nem említi.
1984-ben a SZIKKTI II. sz. Barlangkutató Csoport a lezáratlan, kis barlangok bejárásakor megtekintette a Tábor-hegyi-barlangot is és a barlangot nagyon rossz állapotban találta. A helyzetet jelentették a csoport tagjai az Országos Környezet- és Természetvédelmi Hivatalnak és felajánlották, hogy visszaállítják az eredeti állapotot. A rendbetételhez engedélyt kaptak. A barlangtisztító túrákkal egyszerre kezdődött el a barlang dokumentációjának a felkutatása. Tájékoztatták a Magyar Karszt- és Barlangkutató Társulatot egy térképvázlaton észlelt néhány hiányosságról és felajánlották, hogy elkészítik a barlang vesztett pontos térképvázlatát.
A csoport két tagja, Asbóth Gábor és Molnár Lászlóné 1984. december 23-án felmérték a barlangot, majd a felmérés adatainak felhasználásával elkészült a barlang vesztett pontos alaprajz térképe. Az 1984-ben kiadott, Magyarország barlangjai című könyv országos barlanglistájában szerepel a Budai-hegységben lévő barlang Tábor-hegyi-barlang néven Óbudai-barlang, Hármashatárhegyi-barlang és Farkastoroki-barlang névváltozatokkal. A listához kapcsolódóan látható a Dunazug-hegység barlangjainak földrajzi elhelyezkedését bemutató 1:500 000-es méretarányú térképen a barlang földrajzi elhelyezkedése.

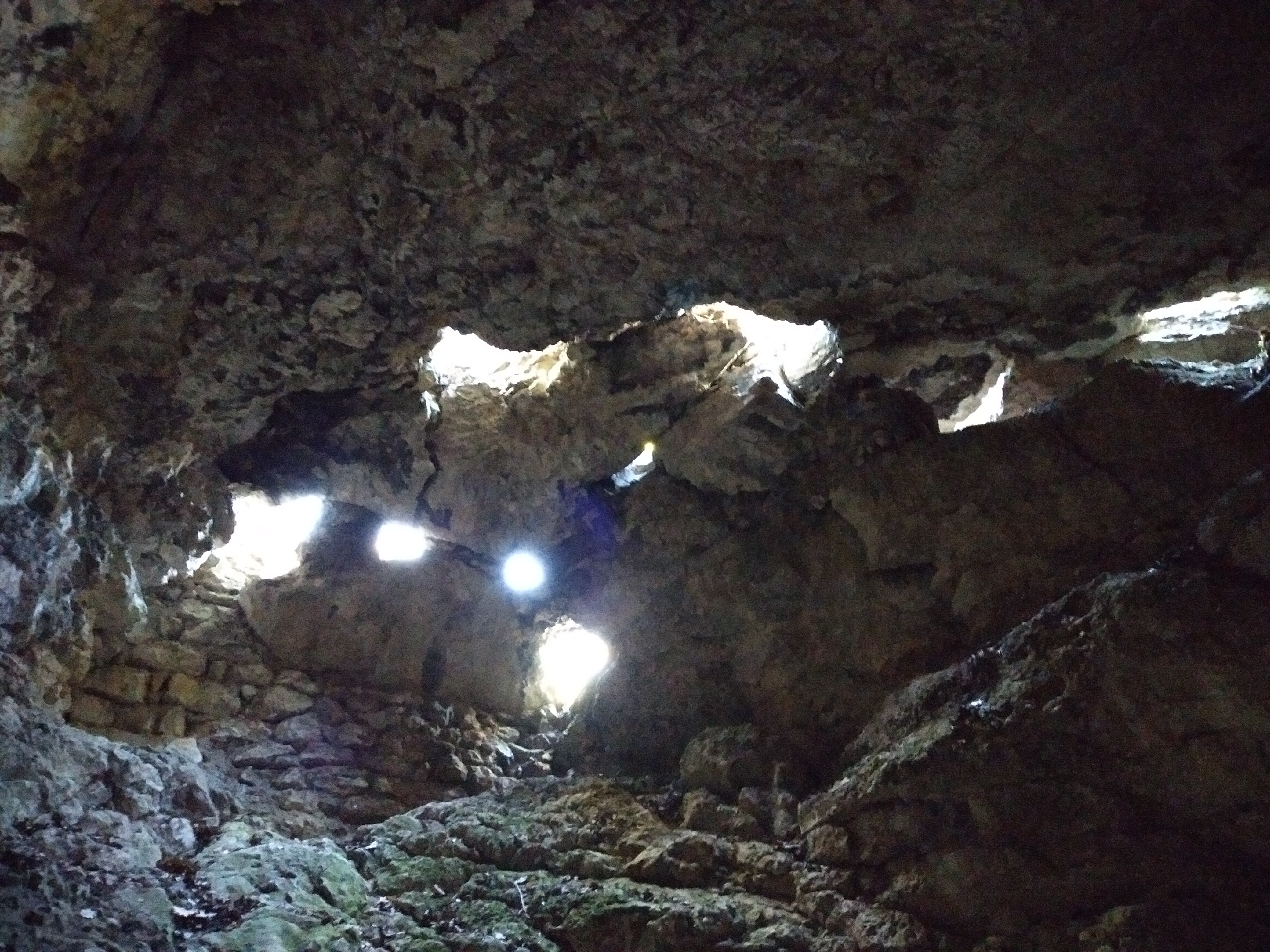
A Tábor-hegyi-barlang bejárati termének mennyezete

Az 1987. évi MKBT központi kutatótábor tájékoztatójában van egy ábra, amelyen megfigyelhető, hogy a budai barlangok közül néhány, pl. a Tábor-hegyi-barlang mekkora tszf. magasságban helyezkedik el, illetve ezeknek a barlangoknak mekkora a függőleges kiterjedése. 1987-ben a SZIKKTI II. Barlangkutató Csoport előkészítő, fenntartó és takarító munkát végzett a barlangban, valamint elkészítette a barlang lezárásának tervét és a lezárás indokát. A látogatók által behordott sok szemét lehetetlenné tette a további kutatási munkát. Befejeződött a 4–5 m³ szemét eltávolítása és részben el lett távolítva a felső részen lévő nagyon labilis, kb. 2 tonnás kőtömb, amely miatt életveszélyes lett volna az alatta végzett munka. A tömb egyik felét a tagok feldarabolva szállították ki, a másik felével elzárták a továbbjutást. Ennek eltávolítását a barlang lezárása után, 1988-ban akarták megvalósítani. Takarításkor egy új összekötő részt tártak fel és ezen kívül is találtak egy új részt. Az 1987. évről szóló csoportjelentés szerint a barlang geológiai vizsgálatára és kutatására 1988-ban lesz lehetőség.
Az 1988. évi Karszt és Barlangban szó van arról, hogy a SZIKKTI II. Barlangkutató Csoport 1988-ban folytatta a régi akna törmelékének eltávolításával a Tábor-hegyi-barlang feltáró kutatását. A csoport tagjai elkészítették a barlang 1987-ben feltárt új részének fénykép- és vázlatos térkép-dokumentációját. A tagok a barlang védelme miatt lezárták annak alsó bejáratát. 1989-ben a csoport kb. 10 m³ törmelék eltávolításával folytatta a barlang feltárását és annak bejáratánál rendezte a terepet. 1990-ben a SZIKKTI Barlangkutató Csoportnak volt kutatási engedélye a barlang kutatásához. 1992-ben a SZIKKTI Barlangkutató Csoport elsősorban állagvédelmi munkát végzett benne. 1997-ben a csoport a barlang állagvédelme és takarítása mellett a barlang feltáró kutatásával is foglalkozott.
A Blikk 1998. augusztus 24-i számából megtudható, hogy csodával határos módon túlélte a zuhanást az a fiatal pár, amely néhány napja zuhant a 10 m mély Tábor-hegyi-barlangba (Budapest). A tűzoltók hozták felszínre D. Zitát (20 éves) és barátját. A fiatalok a III. kerületben lévő barlang közelében sétáltak, amikor váratlanul beomlott lábuk alatt a föld, és mély szakadékba csúsztak. Közelben tartózkodók figyeltek fel éktelen kiáltozásukra, akik azután értesítették a mentőket, tűzoltókat. A helyszínre érkező értesített személyek, hegymászóköteleken leereszkedtek D. Zitához és barátjához. D. Zitát, akinek eltört a bokája, mentők szállították az Árpád Kórház traumatológiai osztályára. A kórház ügyeletes orvosa nem adott tájékoztatást a lány állapotáról, mert a lány szülei ezt kérték tőle.

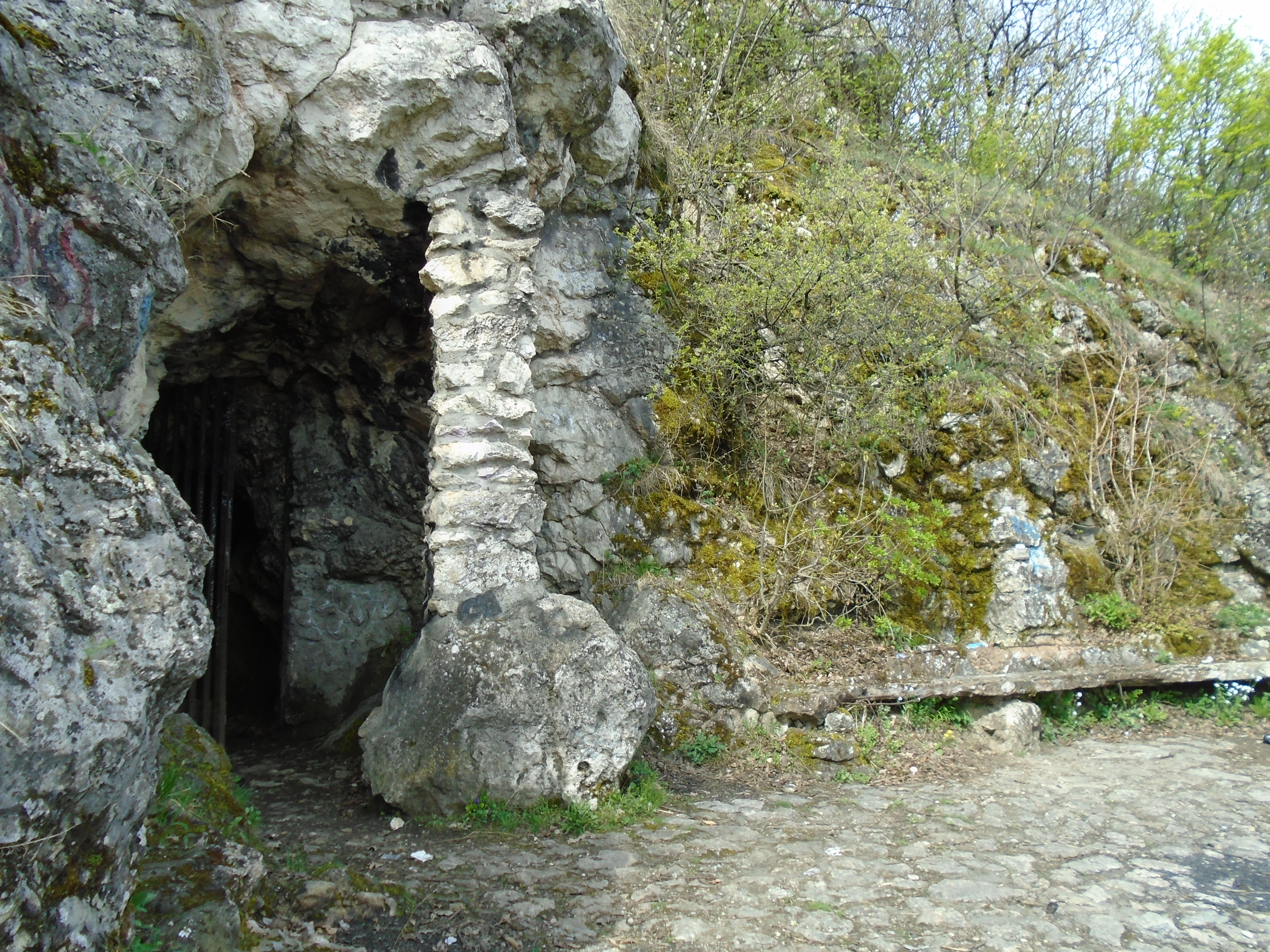
A Tábor-hegyi-barlang előtere

1998. május 14-től a környezetvédelmi és területfejlesztési miniszter 13/1998. (V. 6.) KTM rendelete szerint a Duna–Ipoly Nemzeti Park Igazgatóság illetékességi területén, a Budai-hegységben található Tábor-hegyi-barlang az igazgatóság engedélyével látogatható. 2005. szeptember 1-től a környezetvédelmi és vízügyi miniszter 22/2005. (VIII. 31.) KvVM rendelete szerint a Duna–Ipoly Nemzeti Park Igazgatóság működési területén, a Budai-hegységben található Tábor-hegyi-barlang a felügyelőség engedélyével látogatható. A Duna–Ipoly Nemzeti Park Igazgatóság működési területén, a Budai-hegységben elhelyezkedő és 4763/4 kataszteri számú Tábor-hegyi-barlang, 2006. február 28-tól, a környezetvédelmi és vízügyi miniszter 8/2006. KvVM utasítása szerint, megkülönböztetett védelmet igénylő barlang.
2007. március 8-tól a környezetvédelmi és vízügyi miniszter 3/2007. (I. 22.) KvVM rendelete szerint a Duna–Ipoly Nemzeti Park Igazgatóság működési területén lévő Budai-hegységben elhelyezkedő Tábor-hegyi-barlang az igazgatóság engedélyével tekinthető meg. A Duna–Ipoly Nemzeti Park Igazgatóság működési területén lévő és 4763-4 kataszteri számú Tábor-hegyi-barlang, 2012. február 25-től, a vidékfejlesztési miniszter 4/2012. (II. 24.) VM utasítása szerint, megkülönböztetetten védett barlang. 2013. július 19-től a vidékfejlesztési miniszter 58/2013. (VII. 11.) VM rendelete szerint a Tábor-hegyi-barlang (Budai-hegység, Duna–Ipoly Nemzeti Park Igazgatóság működési területe) az igazgatóság hozzájárulásával látogatható. 2013. augusztus 12-től a belügyminiszter 43/2013. (VIII. 9.) BM rendelete szerint a Budapest III. kerületében lévő, 4763-4 barlangkataszteri számú és 82637 lelőhely-azonosítójú Tábor-hegyi-barlang régészeti szempontból jelentős barlangnak minősül.
2018 tavaszán a Pilisi Parkerdő Zrt. felújította a bejáratnál 1931-ben kialakított kőpadot, továbbá védőkorlátokat és tájékoztató táblát helyezett ki.